# Hygrophila
Hygrophila là chi thực vật có hoa trong họ Acanthaceae.